# Cinclidotus confertus
Cinclidotus confertus là một loài rêu trong họ Cinclidotaceae. Loài này được Luth mô tả khoa học đầu tiên năm 2002.